# Liste des titres musicaux numéro un au Royaume-Uni en 1987
Cette page liste les titres classés no 1 des ventes de disques au Royaume-Uni pour l'année 1987 selon The Official Charts Company.
Les classements hebdomadaires sont issus des UK Singles Chart et UK Albums Chart. Ils sont dévoilés le dimanche.

## Classement des singles
| №  | Date         | Artiste                           | Titre                                      | Référence |
| -- | ------------ | --------------------------------- | ------------------------------------------ | --------- |
| 1  | 4 janvier    | Jackie Wilson                     | Reet Petite                                |           |
| 2  | 11 janvier   | Jackie Wilson                     | Reet Petite                                |           |
| 3  | 18 janvier   | Steve Hurley                      | Jack Your Body                             |           |
| 4  | 25 janvier   | Steve Hurley                      | Jack Your Body                             |           |
| 5  | 1er février  | Aretha Franklin et George Michael | I Knew You Were Waiting (For Me)           |           |
| 6  | 8 février    | Aretha Franklin et George Michael | I Knew You Were Waiting (For Me)           |           |
| 7  | 15 février   | Ben E. King                       | Stand by Me                                |           |
| 8  | 22 février   | Ben E. King                       | Stand by Me                                |           |
| 9  | 1er mars     | Ben E. King                       | Stand by Me                                |           |
| 10 | 8 mars       | Boy George                        | Everything I Own                           |           |
| 11 | 15 mars      | Boy George                        | Everything I Own                           |           |
| 12 | 22 mars      | Mel & Kim                         | Respectable                                |           |
| 13 | 29 mars      | Ferry Aid (en)                    | Let It Be                                  |           |
| 14 | 5 avril      | Ferry Aid (en)                    | Let It Be                                  |           |
| 15 | 12 avril     | Ferry Aid (en)                    | Let It Be                                  |           |
| 16 | 19 avril     | Madonna                           | La isla bonita                             |           |
| 17 | 26 avril     | Madonna                           | La isla bonita                             |           |
| 18 | 3 mai        | Starship                          | Nothing's Gonna Stop Us Now                |           |
| 19 | 10 mai       | Starship                          | Nothing's Gonna Stop Us Now                |           |
| 20 | 17 mai       | Starship                          | Nothing's Gonna Stop Us Now                |           |
| 21 | 24 mai       | Starship                          | Nothing's Gonna Stop Us Now                |           |
| 22 | 31 mai       | Whitney Houston                   | I Wanna Dance with Somebody (Who Loves Me) |           |
| 23 | 7 juin       | Whitney Houston                   | I Wanna Dance with Somebody (Who Loves Me) |           |
| 24 | 14 juin      | The Firm (en)                     | Star Trekkin'                              |           |
| 25 | 21 juin      | The Firm (en)                     | Star Trekkin'                              |           |
| 26 | 28 juin      | Pet Shop Boys                     | It's a Sin                                 |           |
| 27 | 5 juillet    | Pet Shop Boys                     | It's a Sin                                 |           |
| 28 | 12 juillet   | Pet Shop Boys                     | It's a Sin                                 |           |
| 29 | 19 juillet   | Madonna                           | Who's That Girl                            |           |
| 30 | 26 juillet   | Los Lobos                         | La bamba                                   |           |
| 31 | 2 août       | Los Lobos                         | La bamba                                   |           |
| 32 | 9 août       | Michael Jackson et Siedah Garrett | I Just Can't Stop Loving You               |           |
| 33 | 16 août      | Michael Jackson et Siedah Garrett | I Just Can't Stop Loving You               |           |
| 34 | 23 août      | Rick Astley                       | Never Gonna Give You Up                    |           |
| 35 | 30 août      | Rick Astley                       | Never Gonna Give You Up                    |           |
| 36 | 6 septembre  | Rick Astley                       | Never Gonna Give You Up                    |           |
| 37 | 13 septembre | Rick Astley                       | Never Gonna Give You Up                    |           |
| 38 | 20 septembre | Rick Astley                       | Never Gonna Give You Up                    |           |
| 39 | 27 septembre | MARRS                             | Pump Up the Volume                         |           |
| 40 | 4 octobre    | MARRS                             | Pump Up the Volume                         |           |
| 41 | 11 octobre   | Bee Gees                          | You Win Again                              |           |
| 42 | 18 octobre   | Bee Gees                          | You Win Again                              |           |
| 43 | 25 octobre   | Bee Gees                          | You Win Again                              |           |
| 44 | 1er novembre | Bee Gees                          | You Win Again                              |           |
| 45 | 8 novembre   | T'Pau                             | China in Your Hand (en)                    |           |
| 46 | 15 novembre  | T'Pau                             | China in Your Hand (en)                    |           |
| 47 | 22 novembre  | T'Pau                             | China in Your Hand (en)                    |           |
| 48 | 29 novembre  | T'Pau                             | China in Your Hand (en)                    |           |
| 49 | 6 décembre   | T'Pau                             | China in Your Hand (en)                    |           |
| 50 | 13 décembre  | Pet Shop Boys                     | Always on My Mind                          |           |
| 51 | 20 décembre  | Pet Shop Boys                     | Always on My Mind                          |           |
| 52 | 27 décembre  | Pet Shop Boys                     | Always on My Mind                          |           |

## Classement des albums
| №  | Date         | Artiste                       | Titre                                                      | Référence |
| -- | ------------ | ----------------------------- | ---------------------------------------------------------- | --------- |
| 1  | 4 janvier    | Compilation                   | Now That's What I Call Music 8                             |           |
| 2  | 11 janvier   | Kate Bush                     | The Whole Story                                            |           |
| 3  | 18 janvier   | Kate Bush                     | The Whole Story                                            |           |
| 4  | 25 janvier   | Paul Simon                    | Graceland                                                  |           |
| 5  | 1er février  | Paul Simon                    | Graceland                                                  |           |
| 6  | 8 février    | Paul Simon                    | Graceland                                                  |           |
| 7  | 15 février   | Divers artistes               | The Phantom of the Opera                                   |           |
| 8  | 22 février   | Divers artistes               | The Phantom of the Opera                                   |           |
| 9  | 1er mars     | Divers artistes               | The Phantom of the Opera                                   |           |
| 10 | 8 mars       | Hot Chocolate                 | The Very Best of Hot Chocolate                             |           |
| 11 | 15 mars      | U2                            | The Joshua Tree                                            |           |
| 12 | 22 mars      | U2                            | The Joshua Tree                                            |           |
| 13 | 29 mars      | Compilation                   | Now That's What I Call Music 9                             |           |
| 14 | 5 avril      | Compilation                   | Now That's What I Call Music 9                             |           |
| 15 | 12 avril     | Compilation                   | Now That's What I Call Music 9                             |           |
| 16 | 19 avril     | Compilation                   | Now That's What I Call Music 9                             |           |
| 17 | 26 avril     | Compilation                   | Now That's What I Call Music 9                             |           |
| 18 | 3 mai        | Curiosity Killed the Cat (en) | Keep Your Distance                                         |           |
| 19 | 10 mai       | Curiosity Killed the Cat (en) | Keep Your Distance                                         |           |
| 20 | 17 mai       | Swing Out Sister              | It's Better to Travel                                      |           |
| 21 | 24 mai       | Swing Out Sister              | It's Better to Travel                                      |           |
| 22 | 31 mai       | Simple Minds                  | Live in the City of Light                                  |           |
| 23 | 7 juin       | Whitney Houston               | Whitney                                                    |           |
| 24 | 14 juin      | Whitney Houston               | Whitney                                                    |           |
| 25 | 21 juin      | Whitney Houston               | Whitney                                                    |           |
| 26 | 28 juin      | Whitney Houston               | Whitney                                                    |           |
| 27 | 5 juillet    | Whitney Houston               | Whitney                                                    |           |
| 28 | 12 juillet   | Whitney Houston               | Whitney                                                    |           |
| 29 | 19 juillet   | Terence Trent D'Arby          | Introducing the Hardline According to Terence Trent D'Arby |           |
| 30 | 26 juillet   | Compilation                   | Hits 6                                                     |           |
| 31 | 2 août       | Compilation                   | Hits 6                                                     |           |
| 32 | 9 août       | Compilation                   | Hits 6                                                     |           |
| 33 | 16 août      | Compilation                   | Hits 6                                                     |           |
| 34 | 23 août      | Def Leppard                   | Hysteria                                                   |           |
| 35 | 30 août      | Compilation                   | Hits 6                                                     |           |
| 36 | 6 septembre  | Michael Jackson               | Bad                                                        |           |
| 37 | 13 septembre | Michael Jackson               | Bad                                                        |           |
| 38 | 20 septembre | Michael Jackson               | Bad                                                        |           |
| 39 | 27 septembre | Michael Jackson               | Bad                                                        |           |
| 40 | 4 octobre    | Michael Jackson               | Bad                                                        |           |
| 41 | 11 octobre   | Bruce Springsteen             | Tunnel of Love                                             |           |
| 42 | 18 octobre   | Sting                         | ...Nothing Like the Sun                                    |           |
| 43 | 25 octobre   | Fleetwood Mac                 | Tango in the Night                                         |           |
| 44 | 1er novembre | Fleetwood Mac                 | Tango in the Night                                         |           |
| 45 | 8 novembre   | George Michael                | Faith                                                      |           |
| 46 | 15 novembre  | T'Pau                         | Bridge of Spies                                            |           |
| 47 | 22 novembre  | Rick Astley                   | Whenever You Need Somebody                                 |           |
| 48 | 29 novembre  | Compilation                   | Now That's What I Call Music 10                            |           |
| 49 | 6 décembre   | Compilation                   | Now That's What I Call Music 10                            |           |
| 50 | 13 décembre  | Compilation                   | Now That's What I Call Music 10                            |           |
| 51 | 20 décembre  | Compilation                   | Now That's What I Call Music 10                            |           |
| 52 | 27 décembre  | Compilation                   | Now That's What I Call Music 10                            |           |

## Meilleures ventes de l'année
Never Gonna Give You Up interprétée par Rick Astley est la chanson la plus vendue de l'année au Royaume-Uni avec 766 000 exemplaires. Le groupe américain Starship est 2e avec Nothing's Gonna Stop Us Now, la chanson du film Mannequin, écoulée à 701 000 exemplaires, Whitney Houston est 3e grâce aux 598 000 acheteurs de son titre I Wanna Dance with Somebody (Who Loves Me), les Bee Gees sont 4e avec You Win Again (555 000 ventes), et le groupe T'Pau arrive 5e avec China In Your Hand (en) (542 000).
| Singles | Albums |
| --- | --- |
| 1. Rick Astley – Never Gonna Give You Up 2. Starship - Nothing's Gonna Stop Us Now 3. Whitney Houston – I Wanna Dance with Somebody (Who Loves Me) 4. Bee Gees - You Win Again 5. T'Pau - China in Your Hand 6. Mel & Kim - Respectable 7. Ben E. King - Stand by Me 8. Pet Shop Boys - It's a Sin 9. The Firm - Star Trekkin' 10. MARRS - Pump Up the Volume | 1. Michael Jackson – Bad 2. U2 - The Joshua Tree 3. Whitney Houston - Whitney 4. Compilation - Now That's What I Call Music 10 5. Fleetwood Mac - Tango in the Night 6. Compilation - Hits 6 7. Rick Astley - Whenever You Need Somebody 8. T'Pau - Bridge of Spies 9. Divers artistes - The Phantom of the Opera 10. Level 42 - Running in the Family |